# Lagenipora ventricosa
Lagenipora ventricosa is een mosdiertjessoort uit de familie van de Celleporidae. De wetenschappelijke naam van de soort is voor het eerst geldig gepubliceerd in 1928 door Canu & Bassler.